# Baiser fraternel socialiste

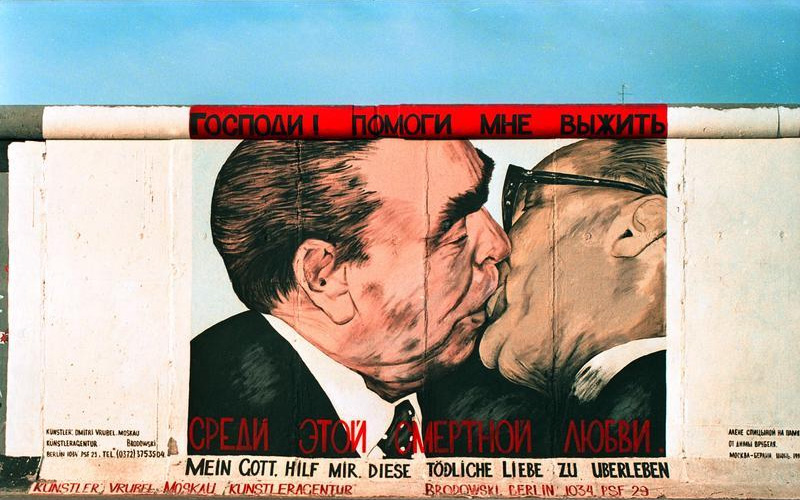
Exemple de baiser fraternel socialiste entre le dirigeant de l'URSS Léonid Brejnev et le dirigeant de la République démocratique allemande (RDA), Erich Honecker.

Le baiser fraternel socialiste est une forme spéciale de salutation entre personnalités d'États communistes ou socialistes. Cet acte est censé témoigner du lien fort et particulier qui unit ces États. Le baiser fraternel socialiste consiste en une étreinte suivie de trois baisers alternés sur les joues. Dans de rares cas, et pour montrer une proximité exceptionnelle entre les parties, les baisers se font sur la bouche. Une alternative exista également dans les États communistes asiatiques, consistant à effectuer une série de trois étreintes, alternant le côté droit et gauche du corps, sans baisers. Quoique tombé en désuétude depuis la chute des régimes communistes, le baiser fraternel socialiste est toujours utilisé sous sa forme asiatique, et est même adopté par d'autres États communistes comme Cuba,. En 2016, Pablo Iglesias Turrión, leader du parti politique espagnol Podemos, embrasse le député catalan Xavier Domènech sur la bouche, renouvelant la tradition socialiste du baiser fraternel,,,.